# Campeonato Mundial de Gimnasia Artística de 2025
El LIII Campeonato Mundial de Gimnasia Artística se celebrará en Yakarta (Indonesia) entre el 19 y el 25 de octubre de 2025 bajo la organización de la Federación Internacional de Gimnasia (FIG) y la Federación Indonesia de Gimnasia.
Las competiciones se realizarán en la Arena Indonesia.